# Summerfield (Ohio)
Pour les articles homonymes, voir Summerfield.
Summerfield est un village américain situé dans le comté de Noble, dans l'Ohio. Selon le recensement de 2010, sa population est de 254 habitants.